# NGC 1494
NGC 1494 est une galaxie spirale intermédiaire située dans la constellation de l'Horloge. NGC 1494 a été découverte par l'astronome britannique John Herschel en 1834.

## Caractéristiques
Sa vitesse par rapport au fond diffus cosmologique est de 1 088 ± 3 km/s, ce qui correspond à une distance de Hubble de 16,1 ± 1,1 Mpc (∼52,5 millions d'al).
À ce jour,19 mesures non basées sur le décalage vers le rouge (redshift) donnent une distance de 14,042 ± 2,319 Mpc (∼45,8 millions d'al), ce qui est à l'intérieur des valeurs de la distance de Hubble.

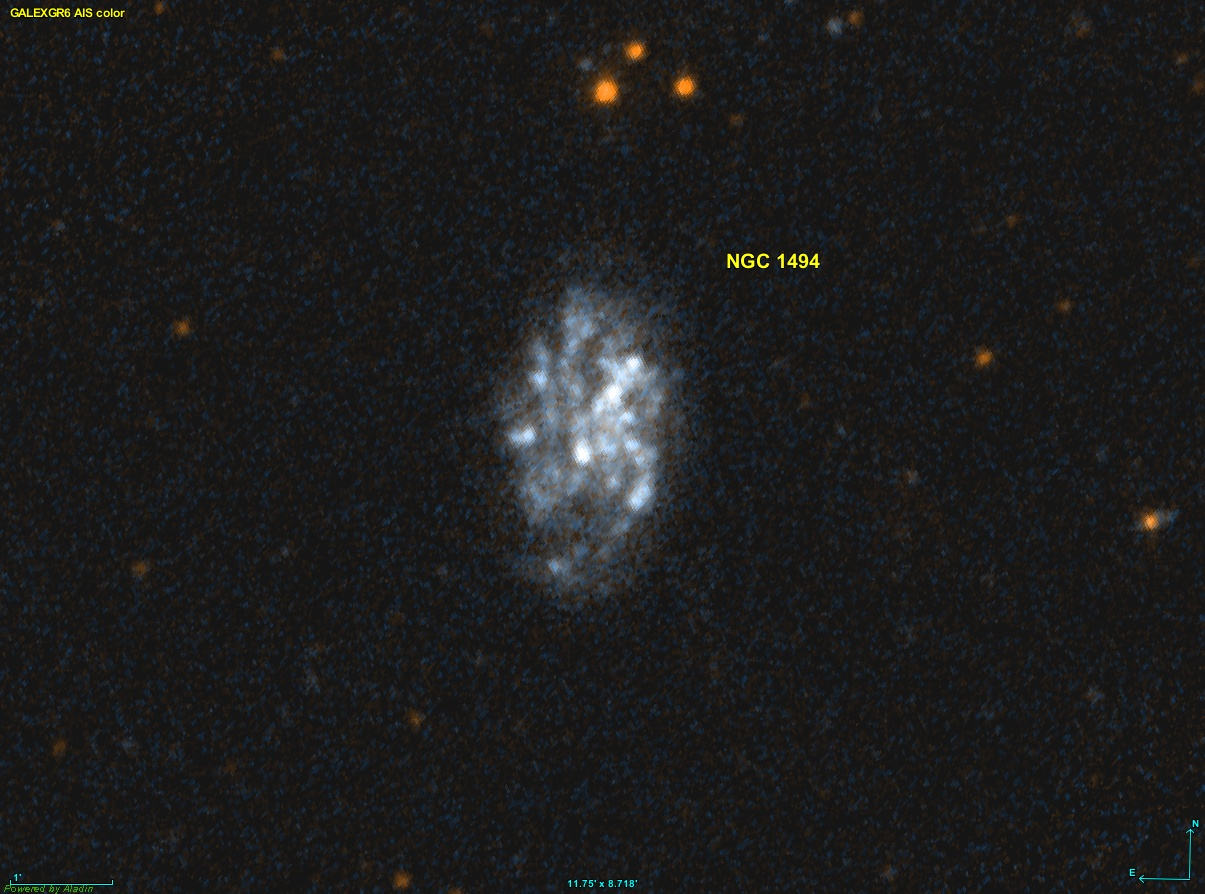
NGC 1494 en ultraviolet par GALEX.

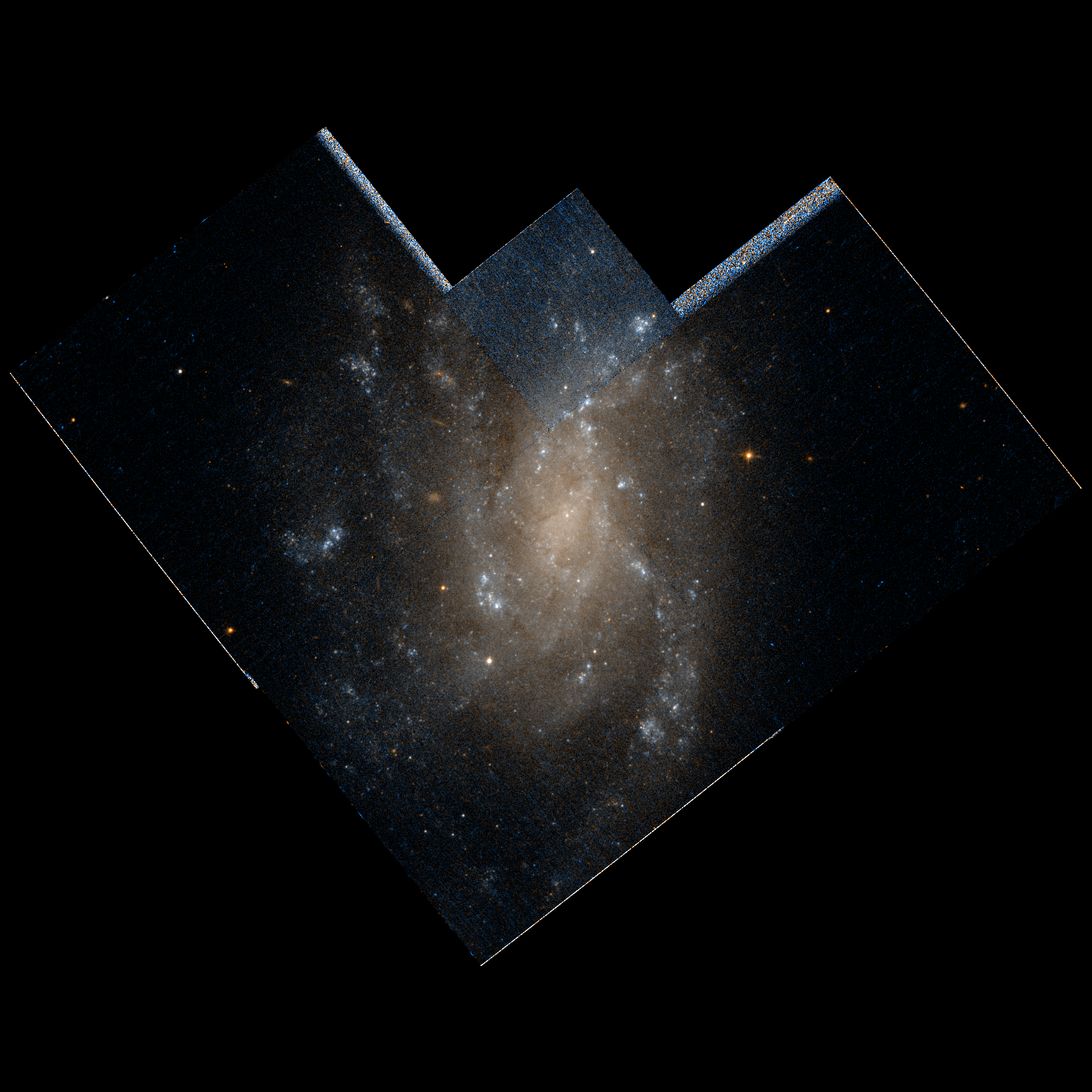
NGC 1494 par le télescope spatial Hubble.

La classe de luminosité de NGC 1494 est IV et elle présente une large raie HI.

## Groupe de NGC 1433 et de NGC 1493
Selon Richard Powell du site « Un Atlas de l'Univers », NGC 1494 fait partie du groupe de NGC 1433 qui compte 10 galaxies. Ce groupe fait partie de l'amas du Fourneau.
Toutefois, selon un article publié par A.M. Garcia en 1993, NGC 1494 fait partie du groupe de NGC 1493 comprend six galaxies. En plus de NGC 1493 et de NGC 1494, les quatre autres galaxies du groupe sont IC 2000, NGC 1483, PGC 13979 et PGC 14125. Les galaxies IC 2000 et NGC 1493 se retrouvent aussi dans le groupe de NGC 1433 indiqué dans l'article de Powell. Les galaxies IC 1970 NGC 1411 ainsi que NGC 1448 du groupe de NGC 1448 se retrouvent aussi dans le groupe de NGC 1433 de Powell.
La distance moyenne des galaxies groupe de NGC 1433 de Powell est de 15,5 Mpc, celle du groupe de NGC 1448 de 15,1 Mpc et celle du groupe de NGC 1493 de 14,8 Mpc. Les galaxies NGC 1433, NGC 1495, NGC 1527 et PGC 14225 du groupe de NGC 1433 (Powell) ne figurent ni dans le groupe de NGC 1448 ni dans celui de NGC 1493. Si on réunissait toutes les galaxies mentionnées par Powell et Garcia en un seul groupe, celui-ci renfermerait 15 galaxies dont la distance moyenne serait de 14,1 ± 1,7 Mpc.